# Аврам Стефанович
Аврам (Авраам) Стефанович (?-?) — славянский боярин. Один из видных политических деятелей Новгорода сделавший карьеру от двинского посадника до тысяцкого, а далее до новгородского посадника. 26 марта 1411 года участвовал в походе новгородцев на Выборг. В договоре Новгорода с ганзейскими городами (8 февраля 1423 года) фигурирует как двинской посадник в Рядной грамоте Левонтия Зацепина с княжеостровцами по спору об убытках Левонтия от Семена Ночина (1 — я четверть XV в., до 1423 года). С августа 1422 года по февраль 1423 года Степенной тысяцкий. В жалованной грамоте новгородского веча фигурирует, как устанавливающей размер поралья и потуг крестьянам Терпилова погоста (1422-23 годы). Кончанский представитель в посадничестве с 1423 года. В корпусе актовых печатей имеется его именная тысяцкая булла.